# Zustieg (Klettern)
Als Zustieg wird der Weg vom Ausgangspunkt zum Einstieg in eine Berg-, Wander-, Klettersteig- oder Kletterroute bezeichnet, wobei der Ausgangspunkt ein Parkplatz, eine Schutzhütte oder eine Bergstation sein kann. Für den Zustieg kann eine andere Ausrüstung als für die eigentliche Route notwendig sein. Dies gilt beispielsweise für das Schuhwerk, zumal sich Kletterschuhe für einen Zustieg nicht eignen. In Kletterführern wird der Zustieg regelmäßig beschrieben und die notwendige Zeit angegeben.